# Kristina Dunz

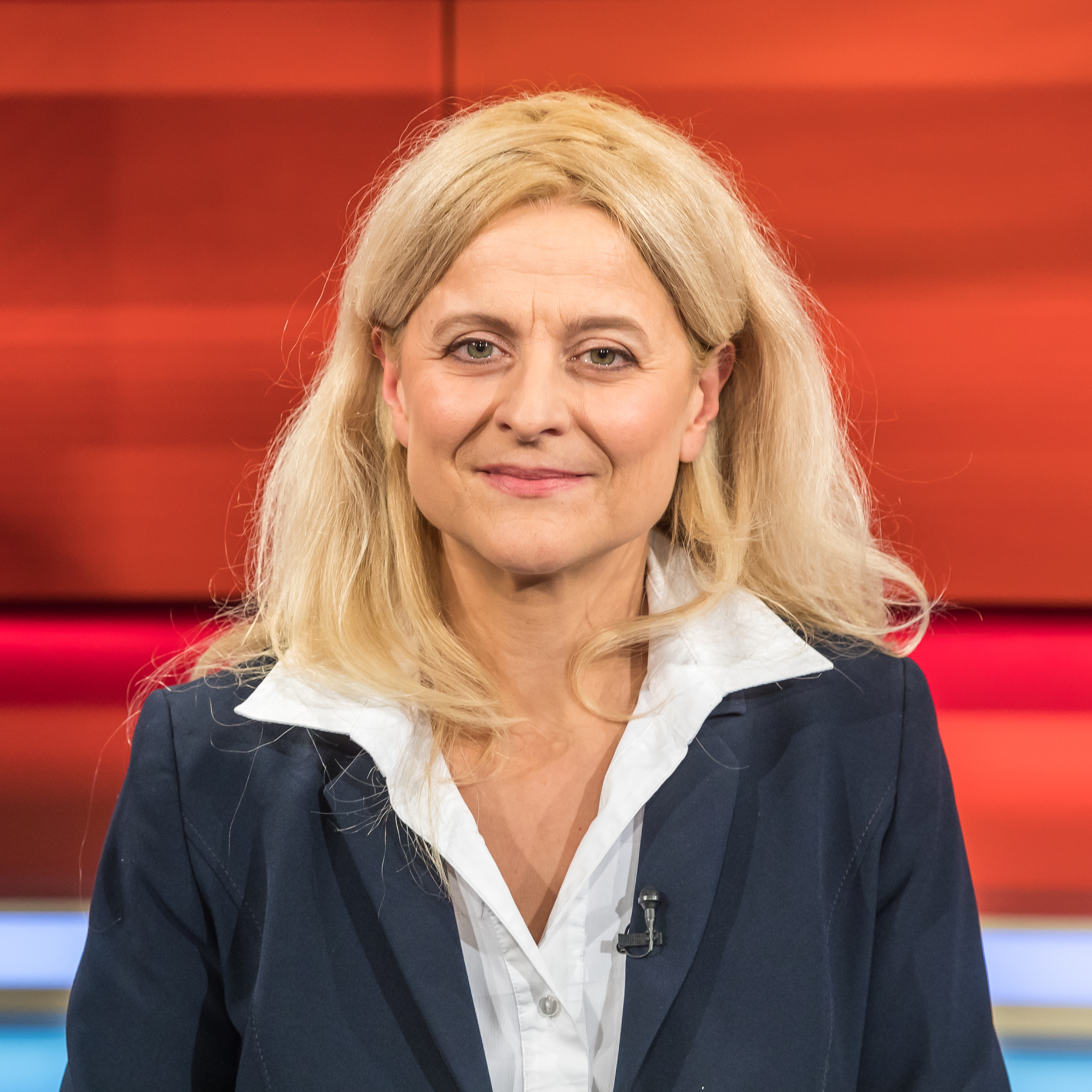
Kristina Dunz (2020)

Kristina Dunz (* 1. Oktober 1967 in Delmenhorst) ist eine deutsche Journalistin und Autorin.

## Leben
Kristina Dunz ging nach dem Abitur für ein Jahr nach Paris. Von 1987 bis 1989 studierte sie Kulturwissenschaften und Französisch an der Universität Bremen. Nach einem Volontariat beim Delmenhorster Kreisblatt wechselte sie 1991 zur Deutschen Presse-Agentur und arbeitete in Magdeburg, Hamburg und Stuttgart. Seit 2000 war sie in Berlin für die Themen Verteidigung und Die Linke zuständig. Im Jahr 2009 wurde sie Korrespondentin der Deutschen Presse-Agentur und begleitete die Bundeskanzlerin Angela Merkel auf mehr als 50 Auslandsreisen. Im Jahr 2017 erhielt sie für ihre Frage an US-Präsident Donald Trump in Washington, warum er so große Angst vor Pressevielfalt habe, den Preis der Bundespressekonferenz. Sie gilt seitdem als die „Frau, die Trump ärgerte“.
Ab Oktober 2017 war sie stellvertretende Leiterin des Parlamentsbüros der Rheinischen Post und dort zuständig für die Berichterstattung über das Kanzleramt und die CDU. Seit Januar 2021 ist sie stellvertretende Leiterin der Hauptstadtredaktion des Redaktionsnetzwerks Deutschland.
Sie ist mit dem Journalisten Holger Möhle verheiratet.
Dunz ist oft Gast in Talkshows wie Markus Lanz, Maybrit Illner, Anne Will, Maischberger und hart aber fair sowie dem ZDF-Morgenmagazin.

## Auszeichnungen
- 2017: Preis der Bundespressekonferenz[13]

## Schriften
- (zusammen mit Eva Quadbeck): Ich kann, ich will und ich werde: Annegret Kramp-Karrenbauer, die CDU und die Macht. Propyläen Verlag, Berlin 2018, ISBN 978-3-549-07651-4.